# Tobias Adrian

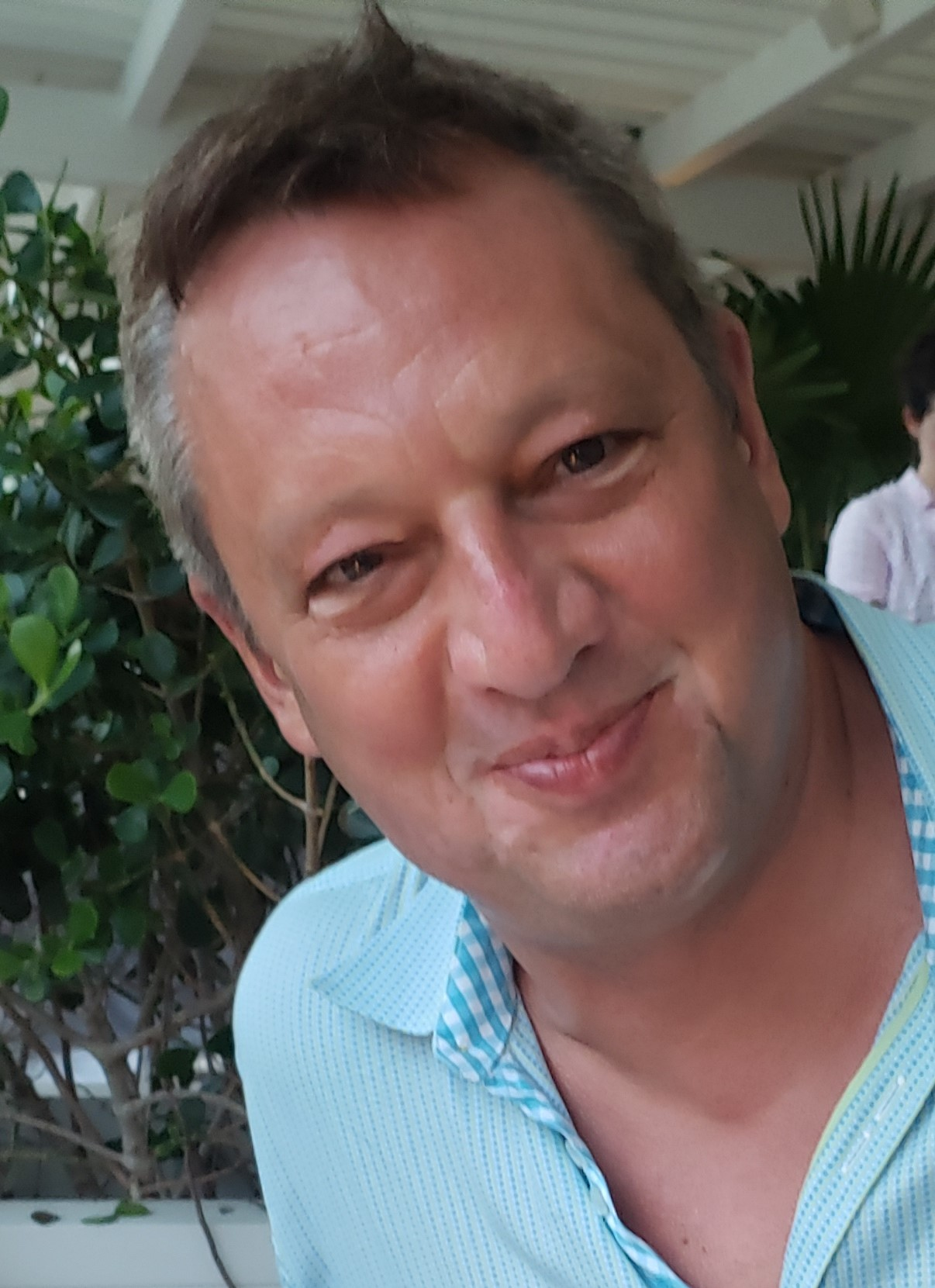
Tobias Adrian, 2021

Tobias Adrian (* 23. Juli 1971 in Kronberg) ist ein deutsch-amerikanischer Ökonom und seit 2017 Cheffinanzvolkswirt des Internationalen Währungsfonds (IWF) und Leiter der Abteilung Geld- und Kapitalmärkte. Zuvor war er bei der Federal Reserve Bank of New York angestellt, wo er Senior Vice President und Associate Director der Research and Statistics Group war. Seine Forschung befasst sich mit Aspekten des Risikos für die allgemeine Ökonomie von Entwicklungen auf den Kapitalmärkten. Er ist insbesondere für seine Arbeit mit Arturo Estrella zur Zinsstrukturkurve bekannt.

## Publikationen (Auswahl)
- Tobias Adrian, Hyun Song Shin: Liquidity and leverage. In: Journal of Financial Intermediation. 19. Jahrgang, Nr. 3. Elsevier BV, 2010, ISSN 1042-9573, S. 418–437, doi:10.1016/j.jfi.2008.12.002 (englisch).
- Tobias Adrian, Adam Ashcraft, Hayley Boesky, Zoltan Pozsar: Shadow Banking. In: Revue d’économie financière. 105. Jahrgang, Nr. 1. CAIRN, 2012, ISSN 0987-3368, S. 157, doi:10.3917/ecofi.105.0157 (französisch).
- Tobias Adrian, Markus K. Brunnermeier: CoVaR. In: American Economic Review. 106. Jahrgang, Nr. 7. American Economic Association, 1. Juni 2016, ISSN 0002-8282, S. 1705–1741, doi:10.1257/aer.20120555 (englisch).
- Tobias Adrian, Nina Boyarchenko, Domenico Giannone: Vulnerable Growth. In: American Economic Review. 109. Jahrgang, Nr. 4. American Economic Association, April 2019, ISSN 0002-8282, S. 1263–1289, doi:10.1257/aer.20161923 (englisch).